# Шаймиев, Радик Минтимерович
Ра́дик Минтиме́рович Шайми́ев (род. 14 ноября 1964 года, Казань) — российский предприниматель, сын первого президента Татарстана Минтимера Шаймиева. Один из главных акционеров группы ТАИФ. Впервые попал в список богатейших бизнесменов России в 2005 году.
С 2005 года входит в рейтинг журнала Forbes «200 богатейших бизнесменов России». В 2017 году занял в этом рейтинге 89-е место с капиталом в 1,1 млрд долларов.

## Биография
Радик Шаймиев родился 14 ноября 1964 года в Казани (по другим данным — в Мензелинске). Отец Минтимер Шаймиев — первый президент Республики Татарстан, во время его правления ТАИФ стал акционером крупнейших предприятий региона. Старший брат, Айрат, также занимается бизнесом, является генеральным директором «Татавтодор» — одного из крупнейших предприятий дорожной отрасли Татарстана. Шаймиев учился в физико-математической школе № 131, любил алгебру, геометрию, физику и черчение. В детстве занимался футболом в клубе Маяковского, в шестом классе играл на первенство города. Однако позже у мальчика обнаружились проблемы с сердцем, спорт пришлось бросить.
В 1982—1984 годах проходил срочную службу в морской пехоте во Владивостоке. В 1989 году окончил Казанский инженерно-строительный институт, куда поступил ещё до армии. С 1989 года работал инженером в архитектурно-планировочной мастерской № 2 НИИ «Казгражданпроект». В 1990—1992 годах был заместителем генерального директора научно-производственного центра внешнеторгового объединения «Казань». В 1992 году вместе с австрийским бизнесменом Николой Копровицей основал ООО «Нира-Экспорт», стал её директором. Фирма занималась торговлей мебелью, обувью и продуктами питания. В том же году начал работать в инвестиционной компании ОАО «ТАИФ», которая на тот момент занималась продажей продуктов, табачных изделий и текстиля. В 1996 году Шаймиев стал главным советником генерального директора компании. В 1998 году вошёл в состав совета директоров ОАО «Татнефть». Также Радик Шаймиев  контролирует 26,43 % акций банка «Аверс», который по итогам 2014 года получил рекордную для себя прибыль в 1,57 млрд руб., увеличив её более, чем в два раза. Косвенно владеет пятизвёздочным отелем «Мираж» в центре Казани.

## Спорт
Занимается автоспортом, мастер спорта России международного класса. В 2003 году победил в чемпионате Европы по автокроссу в классе легковых автомобилей, причём, главным соперником в борьбе за титул был его родной брат Айрат. Регулярно участвует в соревнованиях по классическому ралли, в частности, в чемпионатах Эстонии, Латвии, Финляндии, на этапах чемпионата мира, в том числе в 2020 году.
В мае 2017 года был назначен президентом футбольного клуба «Рубин». Предложение стать президентом клуба Шаймиеву поступило ещё в 2015 году, но тогда он отказался. После его назначения на пост тренера было предложено вернуться Курбану Бердыеву. Планируется строительство новой клубной базы.

## Семья
Первый раз женился сразу после возвращения из армии, но брак долго не продержался. Позже женился во второй раз, от второй жены есть двое детей.
Дочь Камиля в 2009 году пришла работать в АФК «Система» Владимира Евтушенкова, где за пять лет с должности бизнес-аналитика поднялась до инвестиционного директора, была членом совета директоров «ТАИФ» в 2013—2014 годах. В настоящее время она является членом совета директоров железнодорожного оператора по транспортировке нефтегазовых и нефтехимических грузов «СГ-транс». Камиля Шаймиева входит в первую десятку рейтинга самых состоятельных женщин России, где занимает девятое место с состоянием в 190 млн долларов.

## Санкции
19 октября 2022 года, из-за российского вторжения на Украину, по решению Совета национальной безопасности и обороны Украины против Шаймиева введены санкции. 13 июня 2025 года, вместе с братом  Айратом Шаймиевым, внесены в санкционный список Канады лиц, которые по данным «Фонда борьбы с коррупцией», поддерживали нападение на Украину, либо извлекали выгоду от войны. Ранее «Фонд борьбы с коррупцией» внёс Шаймиева в список коррупционеров и разжигателей войны.

## Награды
- В 2004 году награждён серебряной медалью Российской академии художеств за авторство создания в Казани самого большого в регионе культурно-развлекательного центра «Пирамида»[21].
- Орден Почёта (25 октября 2014 года) — за достигнутые трудовые успехи, многолетнюю добросовестную работу и активную общественную деятельность[22].